# Michael Charles Smith
Pour les articles homonymes, voir Michael Smith (homonymie) et Smith.
Michael Charles Smith est un homme politique américain appartenant au Parti républicain, né en août 1961, à Champaign, dans l'État de l'Illinois. Il s'est présenté en 2006 à la candidature pour l'Élection présidentielle américaine de 2008, pour le Parti républicain.

## Vie personnelle et professionnelle
- de 1985 à 1992 : Après un passage à l'Université de l'Illinois, il s'engage dans US Air Force.
- de 1993 à 1994 : à son retour, il s'installe avec sa famille à Garrett dans l'Illinois, ou il s'investit dans la vie publique locale.
- de 1994 à 1999 : après un déménagement avec sa famille dans l'état d'Oregon, il passe un diplôme de comptabilité-gestion, à l'Université d'État de l'Oregon.
- 2000 : il obtient un master de Business and Administration.

Il vit à Corvallis, où il travaille, pour la société Hewlett Packard.